# Naomichi Ueda
Naomichi Ueda (n. 24 octombrie 1994, Uki, Prefectura Kumamoto, Japonia) este un fotbalist japonez.
Ueda a debutat la echipa națională a Japoniei în anul 2017. Ueda a jucat pentru naționala Japoniei la Campionatul Mondial din 2018.

## Statistici
| Japonia | Japonia | Japonia |
| An      | Meciuri | Goluri  |
| ------- | ------- | ------- |
| 2017    | 2       | 0       |
| 2018    | 2       | 0       |
| 2019    | 7       | 0       |
| 2020    | 2       | 1       |
| Total   | 13      | 1       |